# Virginia (Vaccaj)
Virginia è un'opera in tre atti di Nicola Vaccaj, su libretto di Camillo Giuliani. La prima rappresentazione ebbe luogo al Teatro Apollo di Roma il 14 gennaio 1845.

## Trama
Ci troviamo nella Roma arcaica, nel 449 a.C. Il decemviro Appio Claudio si innamora follemente della plebea Virginia, già promessa sposa al tribuno della plebe Icilio, e per ottenerla elabora un complesso stratagemma: incarica il suo cliente Marco di reclamare Virginia quale sua schiava, per permettere poi al padrone d'abusarne a piacimento. Naturalmente sia la madre Numitoria sia Icilio stesso difendono la fanciulla, e a loro si unisce ben presto Virginio, il padre, che pure aveva rischiato d'esser lasciato fuori Roma e lontano dal processo da un intrigo di Appio. Il tiranno sembra però avere la meglio, e riesce anche a uccidere il suo rivale Icilio: alla fine però Virginio, disperato, decide di uccidere la figlia, e incitando il popolo alla rivolta rovescia il regime dei decemviri.

## Struttura musicale

### Atto I
- N. 1 - Preludio e Introduzione Figli di Marte impavidi (Coro, Icilio)
- N. 2 - Inno L'inno di Romolo (Coro)
- N. 3 - Scena e Finale I Grave d'anni il pro guerriero (Appio, Icilio, Coro, Flamine, Publio)

### Atto II
- N. 4 - Introduzione Pura, innocente vergine (Coro)
- N. 5 - Scena e Aria Alle più triste immagini (Virginia, Coro)
- N. 6 - Scena e Duetto Odi fatale origine (Virginia, Icilio)
- N. 7 - Coro Di sue leggi all'ombre ognora
- N. 8 - Finale II Reo non sono: il tradimento (Marco, Numitoria, Appio, Virginia, Icilio, Coro)

### Atto III
- N. 9 - Scena e Duetto Tanto m'aborri!... (Appio, Virginia)
- N. 10 - Coro Cadde Icilio, e alla sua morte (Coro, Marco)
- N. 11 - Scena e Finale III Tradito, invendicato (Virginia, Numitoria, Virginio, Coro, Appio, Marco)